# XIX Liceum Ogólnokształcące im. Powstańców Warszawy w Warszawie
XIX Liceum Ogólnokształcące im. Powstańców Warszawy – liceum ogólnokształcące znajdujące się przy ul. Zbaraskiej 1 w dzielnicy Praga-Południe  w Warszawie.

## Historia
Dokument powołujący do życia liceum został podpisany 10 listopada 1944 roku. Jego założycielką i pierwszą dyrektorką była Jadwiga Jaroszowa. Szkoła nosiła nazwę VI Miejskiego Gimnazjum i Liceum im. Powstańców Warszawy. Mieściło się początkowo w mieszkaniach prywatnych: Zofii Czajowej na Płowcach, w dwóch ciasnych salach na ulicy Żółkiewskiego, w mieszkaniu na ulicy Grochowskiej oraz kilku salach ocalałych ze szkoły na ulicy Kordeckiego.
W 1952 roku szkołę przekształcono w „jedenastolatkę”, odbierając jej jednocześnie imię. Po czterech latach imię Powstańców Warszawy przywrócono
W 1965 roku szkoła otrzymała własny budynek i ostateczną nazwę: XIX Liceum Ogólnokształcące im. Powstańców Warszawy. Gmach powstał jako szkoła-pomnik Tysiąclecia Państwa Polskiego.
Przełom 1989 roku umożliwił wykorzystanie potencjału liceum dla przekształcenia go w szkołę autorską, którą zainicjowała ówczesna dyrektorka, Maria Kalinowska.

## Absolwenci
- Jan Baszkiewicz
- Włodzimierz Cimoszewicz
- Antoni Fałat
- Maciej Klimczak
- Szymon Kobyliński
- Zygmunt Kubiak
- Barbara Stettner-Stefańska
- Jarosław Stodulski
- Hubert Urbański